# Neuheim (Jüterbog)
Neuheim (do 1951 Dorf Zinna) – dawna wieś, obecnie dzielnica miasta Jüterbog we wschodnich Niemczech, w kraju związkowym Brandenburgia, w powiecie Teltow-Fläming. 
1 listopada 1951 nazwę wsi zmieniono z Dorf Zinna na Neuheim. 31 grudnia 1997 Neuheim włączono do Jüterbog.
Na wschód od Neuheim (wsi Zinna) powstała osada przyklasztorna Zinna, której w 1764 nadano prawa miejskie, a które utraciła 1 stycznia 1862 roku.